# 东69街322-344号排屋
东69街322-344号排屋（Rowhouses at 322–344 East 69th Street）共有12幢，位于纽约市曼哈顿上东城东69街南侧，介于第一大道和第二大道之间。它们建于1879年左右，包括两组新希腊式（Neo-Grec）的褐石建筑，由不同的建筑师设计。
这些建筑是纽约市少数保留下来的低层排屋街区之一，许多这样的房屋已经拆除改建为高层建筑。1984年，这些建筑被确认为美国历史区，并列入国家史迹名录。